# Sulitelma
Sulitelma este o arie protejată (arie specială de conservare — SAC, sit de importanță comunitară — SCI) din Suedia întinsă pe o suprafață de 61.866,4 ha, integral pe uscat.

## Localizare
Centrul sitului Sulitelma este situat la coordonatele 66°59′59″N 16°21′29″E / 66.9996°N 16.3581°E.

## Înființare
Situl Sulitelma a fost declarat sit de importanță comunitară în iunie 2001 pentru a proteja 4 specii de plante și 1 specie de animale. Situl a fost protejat și ca arie specială de conservare în decembrie 2009.

## Biodiversitate
Situată în ecoregiunea alpină, aria protejată conține 17 habitate naturale: Pajiști boreale și alpine pe substrat silicios, Tufărișuri subarctice cu Salix spp., Pajiști alpine și boreale, Râuri de munte și vegetația erbacee de pe malurile acestora, Peșteri inaccesibile publicului, Formațiuni pioniere alpine de Caricion bicoloris-atrofuscae, Păduri nordice subalpine/subarctice cu Betula pubescens ssp. czerepanovii, Ghețari permanenți, Pante stâncoase silicioase cu vegetație casmofită, Pante stâncoase calcaroase cu vegetație casmofită, Grohotișuri calcaroase și de șisturi calcaroase de la nivelul montan până la nivelul alpin (Thlaspietea rotundifolii), Grohotișuri silicioase de la nivelul montan până la nivelul zăpezii (Androsacetalia alpinae și Galeopsietalia ladani), Mlaștini alcaline, Mlaștini turboase de tranziție și turbării mișcătoare, Pajiști aluvionare boreale nordice, Liziere de ierburi înalte hidrofile de câmpie și de nivel montan până la alpin, Pajiști alpine și subalpine calcaroase.
La baza desemnării sitului se află mai multe specii protejate:
- plante (4): Draba cacuminum, Papaver radicatum subsp. hyperboreum, Primula scandinavica, Ranunculus lapponicus
- nevertebrate (1): Vertigo genesii